# 인생이 뭐 객관식 시험인가요
"인생이 뭐 객관식 시험인가요"는 1992년에 개봉한 대한민국의 영화이다.

## 캐스팅
- 신은경 : 민초희 역
- 박진성 : 현우 역
- 선우재덕
- 홍리나
- 공형진
- 신경숙
- 오재현
- 이미남
- 문수인
- 정유석
- 최민금
- 남정희
- 조학자
- 안진수
- 박인순
- 홍명구
- 순동운
- 문철재
- 김유민
- 김상진
- 이희주
- 김문숙
- 김성희
- 안혜정